# Coryanthes misasii
Coryanthes misasii là một loài thực vật có hoa trong họ Lan. Loài này được G.A.Romero & G.Gerlach mô tả khoa học đầu tiên năm 1991.